# グリーンデール (ニュージーランド)
グリーンデール (Greendale) は、ニュージーランド南島カンタベリー地方セルウィン・ディストリクトの一部である、人口が希薄な地域。正式に登録された地名ではなく、通称地名である。
当地へ入植した最初期の農民のひとりはトマス・ウィリアム・アダムスという当地で林業と教育の先駆者となった人物であった。同じく初期の入植者であったチャールズ・アーリー (Charles Early) は、1876年にグリーンデールの渡し場 (Water ford) へやって来た。当地はまた、1950年代にニュージーランドの首相を務めたシドニー・ホランドの生地としても知られている。
2010年9月4日、グリーンデールで強い地震が発生し、ニュージーランドでは過去に記録されていなかった、標準重力の1.25倍（1.25 g）の表面最大加速度が観測され、グリーンデールの名はさらに広く知られるようになった。この地震を引き起こした、それまで存在が確認されていなかった断層は、グリーンデール断層と名付けられた。この記録は、その後、2011年2月に発生したカンタベリー地震（クライストチャーチ地震）の時に記録された 2.2 g によって塗り替えられた。